# Elandenmelk

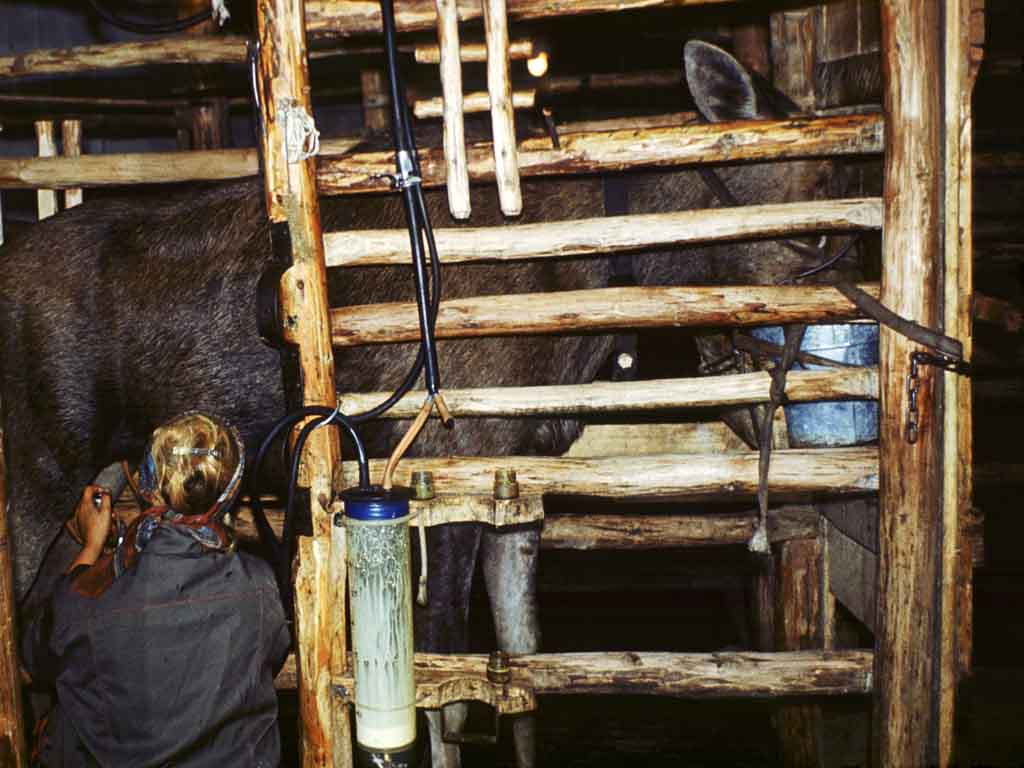
Een eland wordt machinaal gemolken door een melkmeisje in oblast Kostroma, Rusland

Elandenmelk is de melk die wordt gegeven door elanden (Alces alces). De productie van elandenmelk is in Rusland, Zweden en Canada gecommercialiseerd. Het melken van een eland kan tot twee uur duren.

## Samenstelling

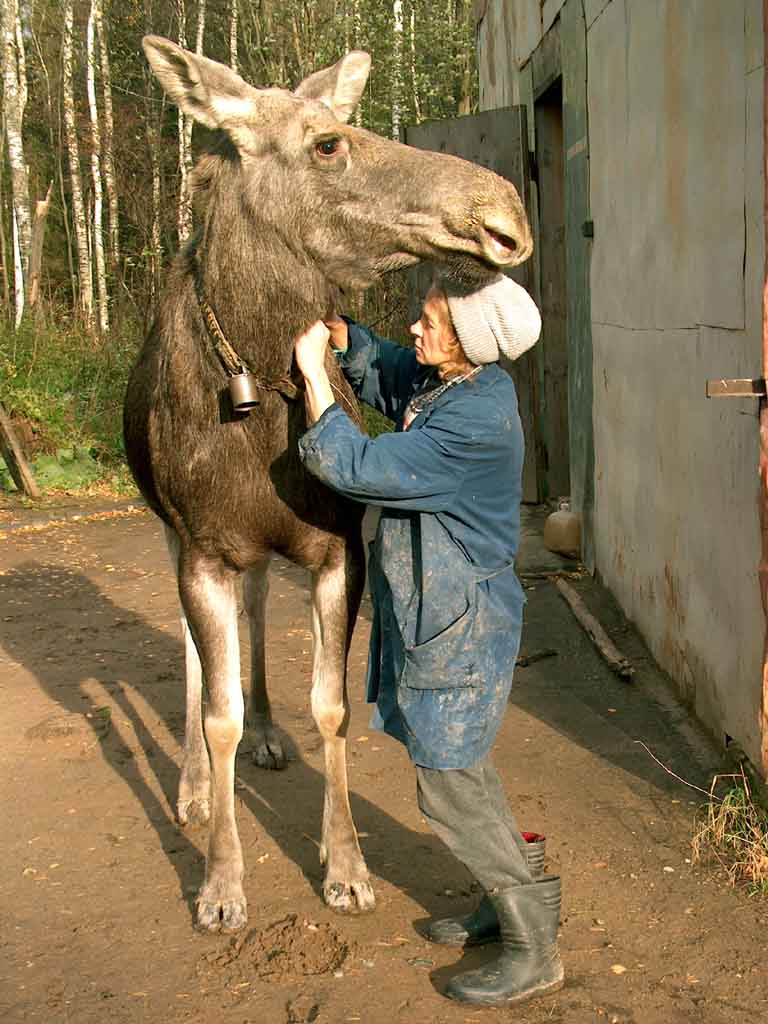
Een melkmeisje met een eland in oblast Kostroma, Rusland

Volgens Russische gegevens bevat elandenmelk veel melkvet (10%) en vaste stoffen (21,5%). Onderzoek naar Amerikaanse elandenmelk is in een minder vergevorderd stadium dan in Rusland, maar lijkt erop te wijzen dat Amerikaanse elanden nog hogere concentraties vaste stof in hun melk hebben.
De lactatieperiode van elanden is tussen juni tot augustus. Afhankelijk van de toevoer van hoogwaardig ruwvoer, nemen de nutriënten- en vetconcentraties in de melk doorgaans in de eerste 25 dagen van de lactatie toe. Daarna nemen de nutriënten-, vet- en mineraalelementconcentraties af gedurende de rest van de lactatieperiode. In vergelijking met koemelk heeft elandenmelk echter veel hogere gehaltes aan aluminium, ijzer, selenium en zink.

## Elandenkaas
In Bjurholm, in het noorden van Zweden, wordt op de boerderij Älgens Hus elandenkaas geproduceerd. De boerderij telt drie melkproducerende elanden, waarvan de melk ongeveer 300 kilogram kaas per jaar oplevert. De kaas kost ongeveer €750 per kilogram.